# 真纳：印度、分治与独立
《真纳：印度、分治与独立》（英語：Jinnah: India, Partition, Independence）是由前印度财政部长和外交部长贾斯万特·辛格为巴基斯坦政治家穆罕默德·阿里·真纳所著的传记。作者在书中认为贾瓦哈拉尔·尼赫鲁应就其集权政策为印巴分治负责，真纳因分治而被印度刻画成魔鬼。这些观点使得本书在出版后引起了巨大的争议，导致贾斯万特·辛格被印度人民党开除。本书的发布会仅有印度人民党的寥寥数人参加。真纳的外孙努斯利·瓦迪亚回应称：“我的外公就是我的外公，你无法改变我是穆罕默德·阿里·真纳的外孙的事实，而我对这一事实感到无比骄傲。”

## 影响
印度人民党在2009年8月19日的一次会议上声明“不会在信仰和意识形态问题上妥协”，进而开除了贾斯万特·辛格。印度古吉拉特邦政府因本书“可能构成对首任印度副总理萨达尔·瓦拉巴伊·帕特尔的诽谤”禁止在该邦流通此书，而辛格回应称“禁止书籍流通，就是在禁止思想的交流”。

## 其他传记
另一名印度政治家沙拉金尼·奈都曾编写真纳的第一部传记，名为《穆罕默德·真纳：统一大使》。该书由密歇根大学出版社在1918年出版，当时印巴尚未分治，且处在英国殖民之下。

### 注脚
1. ↑  英語：